# Назад в майбутнє (мультсеріал)
Ця стаття присвячена серіалу, що є продовженням трилогії Назад в майбутнє.
«Назад в майбутнє» (англ. Back To The Future: The Animated Series) — мультиплікаційне багатосерійне продовження відомої кінотрилогії «Назад в майбутнє». Серіал транслювався на каналі CBS з 14 вересня 1991 по 26 грудня 1992 року. Також шоу повторювали на каналі FOX з березня по вересень 2003 року. Всього було знято 26 епізодів і 2 сезони анімаційного серіалу. Серіал отримав свій реліз на DVD 20 жовтня 2015 року. В Україні серіал транслювали на каналах 1+1, Інтер та Новий канал.

## Сюжет
Після подій фільму «Назад в майбутнє 3» і гри Back to the Future: The Game Док Еммет Браун влаштувався разом зі своєю сім'єю в містечку Хілл-Веллі. На дворі 1991 рік, доктор Еметт Браун відновив DeLorean після краху, тому що він краще для подорожей у часі, ніж Паровоз Часу, яким проте Брауні та Марті Макфлай також часто користуються. Всі герої живуть своїм життям і часом зіштовхуються з повсякденними складностями. У ці моменти в їхньому житті починає брати участь час, що підносить Марті й родині Дока дивні пригоди.
Серіал сконцентрований на Доці Брауні і його сімействі, хоча Марті і його подружка Дженніфер Паркер часто з'являються на екрані, як і головний лиходій фільмів - Біфф Таннен зі своєю ріднею. Незважаючи на те, що Джордж і Лорейн МакФлай були важливою складовою першої частини трилогії «Назад в майбутнє», жоден з них не з'являється в серіалі.
Кожна серія починається і закінчується невеликими сценками з «живим» Доком Брауном (у виконанні актора Крістофера Ллойда) і його помічником, ученим хлопцем. Автори включили в ці міні-сюжети пізнавальну інформацію, націлену на загальний розвиток дітей-глядачів. Крім того, після титрів кожного епізоду з'являється анімаційний Біфф Таннен і розповідає жарт, в основному, пов'язану з подіями серії.

## Виробництво
У 1990 року компанія «Universal» заснувала «Universal Cartoon Studios». Їх першим проектом стало анімаційне продовження фантастичної трилогії «Назад в майбутнє». Сценарист Боб Ґейл погодився почати роботу над проектом на двох умовах. По-перше, Крістофер Ллойд з'явиться в ролі Дока Брауна в «живих» сегментах в кінці і на початку кожного епізоду. По-друге, шоу буде носити пізнавальний характер. Канал CBS замовив два сезони, що складаються з 26-ти епізодів. Боб Ґейл виступив виконавчим продюсером серіалу, відповідальним за сюжет шоу і підбір акторів. Незабаром були найняті сценаристи Джон Лой і Джон Людин.
Крістофер Ллойд не зміг повернутися до ролі Дока в озвучуванні серіалу через насичений знімального графіка. Актор відзняв «живі» епізоди для першого сезону за три дні. Зйомки проходили влітку 1991 року на студії «Universal» в декораціях «Back To The Future: The Ride». Режисером виступив Пейтон Рід, який також працював над атракціоном. Через стислі терміни всі сцени знімали з одного дубля. Тому для зміни кадрів як перебивка часто використовувалася заставка з Доком в індіанському головному уборі. Білл Най, для якого це була перша поява на екрані, виконав роль помічника Дока, «Вченого хлопця».
Мері Стінбурген, Томас Вілсон і Джеймс штовхає стали єдиними акторами з оригінальної трилогії, хто озвучив своїх героїв і в мультсеріалі. Роль Дока дісталася акторові Дену Кастелланеті, більш відомого як Гомер Сімпсон в культовому шоу «Сімпсони». Примітно, що на відміну від багатьох мультиплікаційних шоу, актори записували свої діалоги все разом, а не окремо. За словами Ґейла, це повинно було підвищити якість виконання, так як акторам легше взаємодіяти один з одним, щоб вжитися в образ.
До кінця першого сезону керівництво каналу висунуло декілька умов для продовження серіалу на новий сезон. По-перше, концепція серіалу повинна була піти від освітньої складової. По-друге, в серіалі повинен був з'явитися основний персонаж інопланетного походження. Боб Гейл відстояв початковий задум проекту, і робота над шоу продовжилася. На той час Пейтон Рід не міг продовжувати роботу на зйомках «живих» сегментів з Ллойдом, тому його місце зайняв Боб Ґейл. Через урізаного бюджету сцени знімали на синьому тлі. Після показу другого сезону CBS закрив шоу через низькі рейтинги.

## Початкові титри
Титри першого сезону супроводжує оновлена версія композиції «Back in Time», спочатку виконаної Х'ю Льюїсом (який написав для першого фільму також пісню «The Power of Love»): глянувши на годинник, Док розуміє, що спізнюється, а потім застрибує в Делоріан. По дорозі він захоплює: Марті з 2015 року, де за юнаком гнався Ґріф Таннен; Клару з 10 червня 1885 року; і, нарешті, синів Жюля і Верна з доісторичних часів. Потім все сімейство і Марті повертаються в сучасний Хілл-Веллі і сідають за кухонний стіл, щоб повечеряти. Однак все помічають, що з ними немає Ейнштейна, який, тим часом, викрадає Паротяг часу і відправляється в невідомість!
Для другого сезону заставка була змінена: Делоріан готується до старту, слід нарізка з епізодів першого сезону і кінцівка старої версії титрів. Використана та ж музика.

## Знімальна група

### Ролі озвучували
| Марті МакФлай    | Девід Кауфман    |
| Емметт Браун     | Ден Кастелланета |
| Клара Клейтон    | Мері Стінберген  |
| Жюль Браун       | Джошуа Кітон     |
| Верн Браун       | Тріпл Девідсон   |
| Біфф Таннен      | Томас Ф. Вілсон  |
| Дженніфер Паркер | Кеті Кавадіні    |
| декан Стрікленд  | Джеймс Толкан    |

### Розробники
| Режисери Пейтон Рід (відеосегментів), Джон Хейс, Боб Гейл та ін. автори сценарію Марк Валенті і Роберт Земекіс продюсери Боб Гейл, Джон Лой і Джон Лудин композитор Майкл Тавера монтаж Девід Воловиця кастинг Марія Естрада художні директора Джон Стівенсон і Джеймс С. Бейкер Виробничий менеджер Джефф Фіно | помічник режисера Синтія Редл художник Стюард Лі звукорежисери Марк Кітс і Пака Томас аніматори Тьєрі Мільйон, Джон Стівенсон, Норман Дрю і Стюарт Лі Видавничий відділ Стівен Р. Шерідан Виробничий координатор Лора Робертс автори сюжетів Джон Лой і Джон Лудин |

## Українське озвучення
- Двоголосе закадрове озвучення студії «1+1». Ролі озвучували: Максим Кондратюк та Олена Бліннікова.
- Багатоголосе закадрове озвучення телекомпанії «Інтер». Ролі озвучували: Олесь Гімбаржевський, Андрій Бурлуцький, Людмила Ардельян та Лідія Муращенко.
- Двоголосе закадрове озвучення телекомпанії «Новий канал». Ролі озвучували: Юрій Ребрик та Світлана Шекера.